# Louis I. Jaffé
Louis Isaac Jaffé (* 1888 in Detroit; † 12. März 1950 in Norfolk) war ein US-amerikanischer Schriftsteller, Journalist und Herausgeber.

## Leben und Wirken
Louis Jaffé war der Sohn von Philip und Lotta Jaffé, zweier orthodox-jüdischer Immigranten aus Litauen. Die Familie zog etwa 1895 nach Durham, wo der Sohn 1911 am Trinity College seinen Bachelor erhielt. Er wurde daraufhin Journalist bei der Richmond Times-Dispatch. Nach dem Beitritt der Vereinigten Staaten in den Ersten Weltkrieg 1917 meldete er sich freiwillig zum Kriegsdienst und wurde Second Lieutenant im Service of Supply der American Expeditionary Forces. Als ein Jahr später der Waffenstillstand von Compiègne beschlossen worden war, wurde er Captain im Amerikanischen Roten Kreuz.
1919 kehrte Jaffé zurück in die Vereinigten Staaten und nahm eine Stelle als Herausgeber des Norfolk Virginian-Pilot an. Mit seinen Leitartikeln, in denen er sich gegen die Erste Rote Angst, gegen den Christlichen Fundamentalismus, gegen den Ku-Klux-Klan und für die Bürgerrechtsbewegung aussprach, etablierte er sich als einer der führenden linken Journalisten der Südstaaten. Besonderes Aufsehen erregten seine Kampagnen gegen die rassistisch motivierte und im Süden weit verbreitete Lynchjustiz. Seine Bemühungen wurden 1929 mit dem Pulitzer-Preis für das Schreiben von Leitartikeln ausgezeichnet und trugen zum Antilynchgesetz bei, das die Virginia General Assembly 1928 verabschiedete. Jaffé unterstützte 1935 die Gründung der afroamerikanischen Norfolk State University.
Jaffé heiratete 1920 Margaret Davis, mit der er einen Sohn hatte. Das Paar schied sich 1939. Drei Jahre später heiratete er Alice Rice, mit der er zwei Kinder hatte, von denen nur ein Sohn das Erwachsenenalter erreichte.
Jaffé verstarb 1950. Die Herausgeberschaft des Pilots übernahm sein Freund Lenoir Chambers.